# بيلار أوربانو
بيلار أوربانو (بالإسبانية: Pilar Urbano)‏ هي كاتِبة وصحفية إسبانية، ولدت في 1940 في بلنسية في إسبانيا.

## وصلات خارجية
- بيلار أوربانو على موقع IMDb (الإنجليزية)
- بيلار أوربانو على موقع قاعدة بيانات الفيلم (الإنجليزية)